# Pierre Hampton
Pierre Hampton (Örebro, 23 marzo 1991) è un cestista svedese.

## Palmarès
- British Basketball League: 3

Leicester Riders: 2016-17, 2017-18, 2018-19